# Tarenna brachysiphon
Tarenna brachysiphon är en måreväxtart som först beskrevs av William Philip Hiern, och fick sitt nu gällande namn av Ronald William John Keay. Tarenna brachysiphon ingår i släktet Tarenna och familjen måreväxter. Inga underarter finns listade i Catalogue of Life.